# 2025 Gaza Freedom Flotilla
De 2025 Gaza Freedom Flotilla was een internationale burgeractie bestaande uit een zeilboot met humanitaire hulpgoederen, die op 1 juni 2025 vanuit Catania (Sicilië) is vertrokken met als bestemming de Gazastrook. De tocht was bedoeld om de Israëlische blokkade van Gaza te doorbreken en aandacht te vragen voor de aanhoudende humanitaire crisis in het gebied.

## Doel en organisatie
De tocht werd georganiseerd door de Freedom Flotilla Coalition (FFC), een internationale coalitie van pro-Palestijnse organisaties. Volgens de FFC betrof het geen liefdadigheidsactie, maar een geweldloos protest tegen Israëls “illegale belegering” van Gaza.
Het schip, de Madleen, vervoerde een beperkte, symbolische lading van onder meer babyvoeding, bloem, rijst, luiers, menstruatieproducten, waterontziltingskits, medische benodigdheden, krukken en kinderprotheses. Het schip is vernoemd naar de eerste vrouwelijke visser van Gaza; Madleen Kulab.

## Bemanning en steun
Aan boord bevinden zich twaalf activisten uit onder meer Nederland, Frankrijk, Duitsland, Zweden, Spanje, Turkije en Brazilië. Onder de bekendste opvarenden zijn klimaatactiviste Greta Thunberg en de Frans-Palestijnse Europarlementariër Rima Hassan.
Zie hier een overzicht van de gehele bemanning:
| Naam             | Nationaliteit         |
| ---------------- | --------------------- |
| Greta Thunberg   | Zweden                |
| Rima Hassan      | Frankrijk / Palestina |
| Yasemin Acar     | Duitsland             |
| Baptiste Andre   | Frankrijk             |
| Thiago Avila     | Brazilië              |
| Omar Faiad       | Frankrijk             |
| Pascal Maurieras | Frankrijk             |
| Yanis Mhamdi     | Frankrijk             |
| Suayb Ordu       | Turkije               |
| Sergio Toribio   | Spanje                |
| Marco van Rennes | Nederland             |
| Reva Viard       | Frankrijk             |

Internationale publieke figuren steunen de missie, waaronder componist Brian Eno, actrice Susan Sarandon, schrijver Max Porter en VN-rapporteur Francesca Albanese.

## Incidenten tijdens de reis

### Drone-aanvallenConscience-schip
De Madleen is de tweede poging van de FFC om hulp naar Gaza te brengen in 2025. Een maand eerder werd het schip Conscience, dat aanvankelijk de missie zou leiden, in internationale wateren nabij Malta aangevallen door drones. Het schip vatte vlam en raakte zwaar beschadigd. De FFC houdt Israël verantwoordelijk, hoewel dat elke betrokkenheid ontkent.

### Monitoring door drones
Op 3 juni 2025 werd een Heron-drone van de Helleense kustwacht boven de Madleen waargenomen, 68 km buiten de Griekse territoriale wateren. De Freedom Flotilla bevestigde dat de bemanning veilig bleef en benadrukte opnieuw het vreedzame karakter van de missie.

### Reddingsactie op zee
Op 5 juni 2025 ontving de Madleen een noodsignaal van een migrantenschip, vermoedelijk afkomstig uit Libië. Vier vluchtelingen uit Soedan sprongen overboord tijdens een interventie van de Libische kustwacht, maar werden gered en aan boord genomen door de opvarenden.

## Israëlische reactie
Het Israëlisch defensieleger had aangegeven dat het schip niet zou worden toegestaan aan te meren in Gaza. Onder de overwogen maatregelen waren het tegenhouden in internationale wateren of het onder dwang escorteren naar de haven van Ashdod, waar arrestaties zouden kunnen volgen. Brigadegeneraal Effie Defrin verklaarde dat de marine paraat staat om "op alle fronten" te handelen.
Op 9 juni 2025 werd het schip door het Israëlische leger tegengehouden.
Het schip werd naar de Israëlische kust gebracht en de bemanning werd aangehouden. De activisten aan boord moesten ongecensureerde beelden van de Hamas-aanval op 7 oktober bekijken, maar weigerden dit. De Israëlische minister van Defensie had dit als voorwaarde gesteld voor hun vertrek uit het land. Op 10 juni 2025 werd een deel van de bemanning uitgezet.